# 2000 en sport automobile
Chronologie du Sport automobile
1999 en sport automobile - 2000 en sport automobile - 2001 en sport automobile

## Les faits marquants de l'année2000enSport automobile
- Michael Schumacher remporte le Championnat du monde de Formule 1 au volant d'une Ferrari.
- Marcus Grönholm (Finlande) enlève le championnat du monde des rallyes au volant d'une Peugeot 206 WRC.

## Par mois

### Janvier
- 22 janvier : rallye, Tommi Mäkinen remporte le Rallye automobile Monte-Carlo sur une Mitsubishi Lancer Evo VI.
- 23 janvier : rallye-raid, arrivée du Rallye Dakar 2000, remporté par Jean-Louis Schlesser et Henri Magne.

### Février
- 13 février : rallye,  Marcus Gronholm remporte le rallye de Suède.
- 27 février : rallye, Richard Burns remporte le rallye de safari.

### Mars
- 11 mars, (Formule 1) : Grand Prix automobile d'Australie.
- 19 mars (rallye) : Richard Burns remporte le rallye du Portugal
- 25 mars, (Formule 1) : Grand Prix automobile du Brésil.

### Avril
- 2 avril,  rallye : Colin Mac Rae remporte le rallye de Catalogne (Espagne) .
- 8 avril (Formule 1) : Grand Prix automobile de Saint-Marin.
- 22 avril (Formule 1) : Grand Prix automobile de Grande-Bretagne.

### Mai
- 8 mai (Formule 1) : Grand Prix automobile d'Espagne.
- 11 mai (rallye) : Richard Bruns remporte le rallye d'Argentine
- 20 mai (Formule 1) : Grand Prix d'Europe. Le pilote allemand Nick Heidfeld (Prost-Peugeot) est exclu de la course.

### Juin
- 3 juin (Formule 1) : Grand Prix automobile de Monaco.
- 11 juin (rallye): Colin Mac Rae remporte le rallye d'acropole (Grèce)
- 15 juin (Formule 1) : Grand Prix automobile du Canada.
- 17 juin : départ de la soixante-huitième édition des 24 Heures du Mans.
- 18 juin : Audi gagne les 24 Heures du Mans avec les pilotes Frank Biela, Tom Kristensen et Emanuele Pirro.

### Juillet
- 1er juillet (Formule 1) : Grand Prix automobile de France.
- 15 juillet (Formule 1)  : Grand Prix automobile d'Autriche
- 16 juillet (rallye) : Marcus Grönholm remporte le rallye de Nouvelle-Zélande
- 29 juillet (Formule 1) : Grand Prix automobile d'Allemagne.

### Août
- 12 août (Formule 1) : Grand Prix automobile de Hongrie.
- 20 août (rallye) : Marcus Grönholm remporte le rallye de Finlande.
- 26 août (Formule 1) : Grand Prix automobile de Belgique.

### Septembre
- 9 septembre (Formule 1) : Grand Prix automobile d'Italie.
- 10 septembre (rallye) : Carlos Sainz remporte le rallye de Chypre.
- 23 septembre (Formule 1) : Grand Prix automobile des États-Unis.

### Octobre

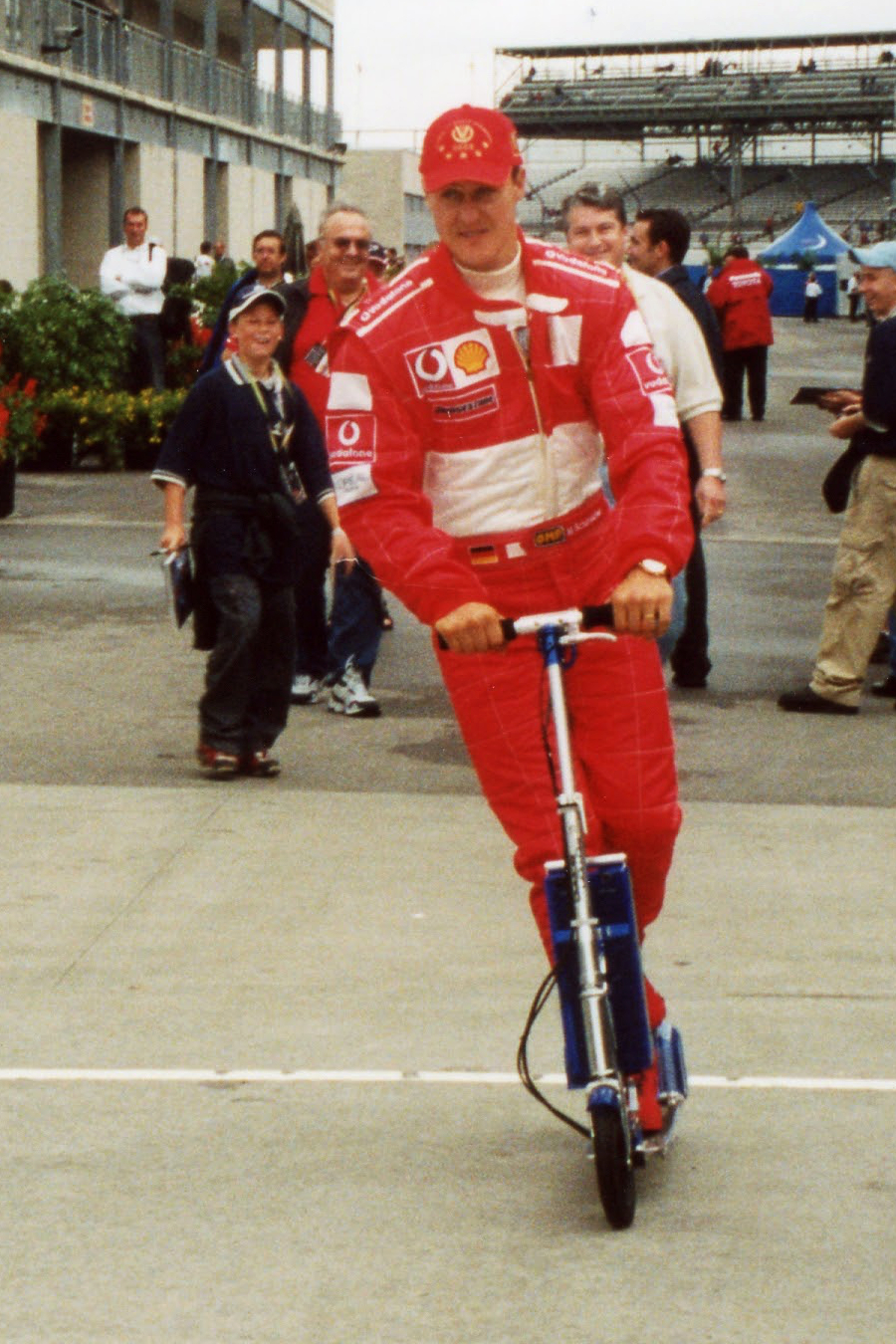
Michael Schumacher.

- 1er octobre : Gilles Panizzi remporte le rallye du tour de Corse.
- 8 octobre (Formule 1) : l'Allemand Michael Schumacher remporte de main de maître le Grand Prix du Japon, avant-dernière épreuve de la saison qui lui assure un troisième titre mondial, après une lutte intense avec son rival Mika Häkkinen. Il met ainsi fin à 21 d'attente pour la Scuderia Ferrari pour le plus grand bonheur des tifosis.
- 21 octobre (Formule 1) : Grand Prix automobile de Malaisie.
- 22 octobre (rallye) : Gilles Panizzi remporte San Remo

### Novembre
- 12 novembre, rallye : Marcus Grönholm remporte le rallye d'Australie.
- 26 novembre, rallye : Richard Burns remporte le rallye de Grande-Bretagne.

## Décès
- 1er février : Dick Rathmann, 74 ans, pilote automobile américain (° 6 janvier 1926).
- 5 avril : Lee Petty, 86 ans, pilote automobile américain. (° 14 mars 1914).
- 10 mai :  Louis Gérard, pilotes de course automobile français. (° 16 avril 1899).
- 3 juin : Fabio Danti, pilote automobile de courses de côte italien. (° 5 décembre 1967).
- 5 juillet : Teodoro "Dorino" Serafini, coureur motocycliste et automobile italien. (° 22 juillet 1909).
- 13 octobre : Jean Trémoulet, coureur automobile français. (° 12 avril 1909).